# Rádio Central (Campinas)
Rádio Central é uma emissora de rádio brasileira sediada em Campinas, cidade do estado de São Paulo. Opera no dial AM, na frequência 870 kHz, e pertence ao Grupo Thathi de Comunicação. Seus estúdios ficam localizados no bairro Jardim Leonor, e seus transmissores estão no Parque Residencial Carvalho Moura.

## História
Inaugurada em 7 de novembro de 1980,conta com a maior equipe de Comunicadores, Jornalistas e Repórteres.A Central tem priorizado nesses anos a qualidade em sua programação.
A Central tem ao longo de sua programação boletins de Esporte, Política e Economia, Trânsito e Estradas, Tempo e temperatura, Policia, correspondentes em São Paulo, Brasília, Plantão de Notícias e Esporte enfim, com essa dinâmica a Central é hoje a Rádio que mais informa e presta serviço no dial.
Em outubro de 2020, a emissora e as demais empresas de comunicação do Grupo Solpanamby são vendidas ao Grupo Thathi de Comunicação, do empresário Chaim Zaher, com base em Ribeirão Preto. A nova administração assumiu no mês seguinte.